# آموزش ابتدایی

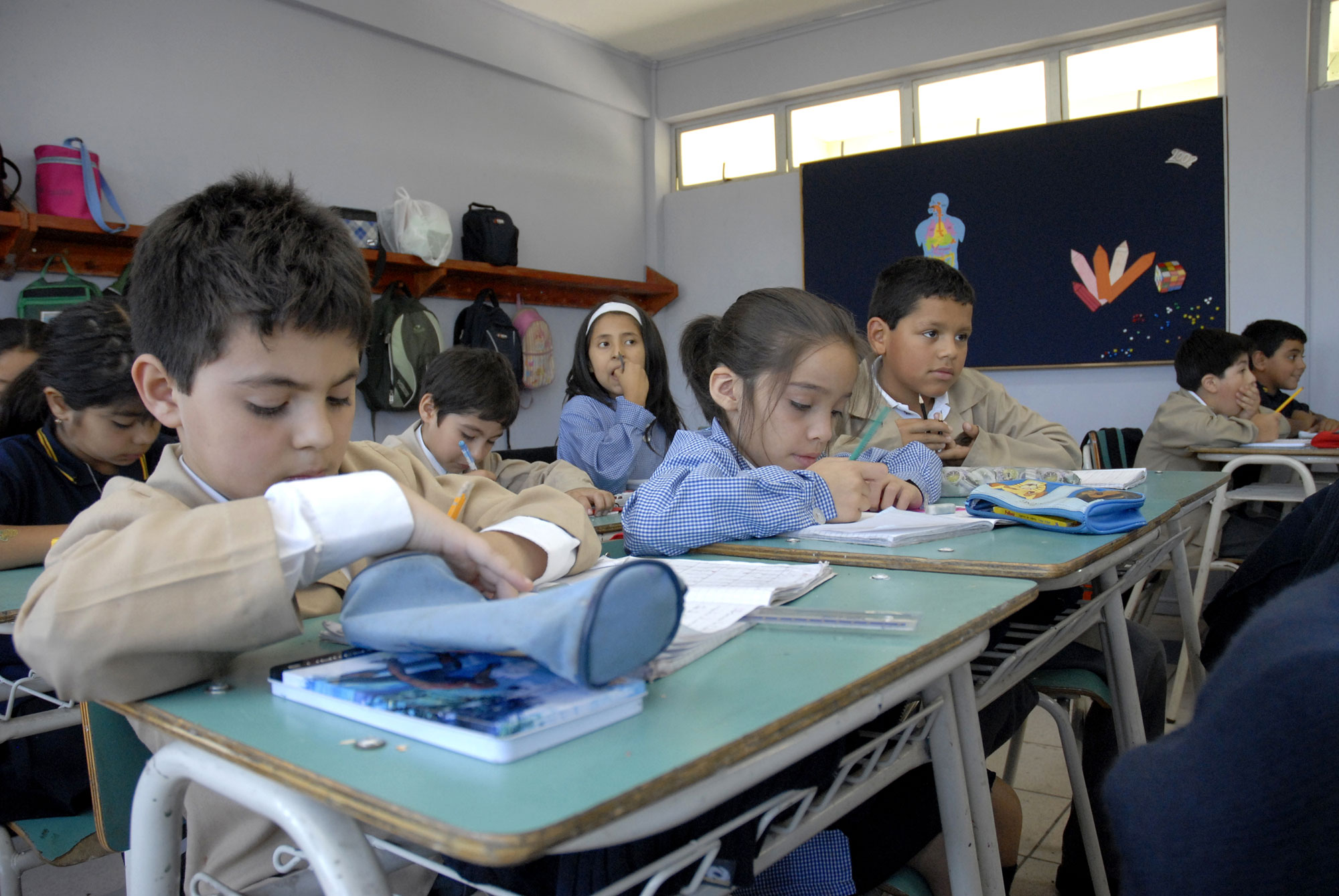
آموزشگاه ابتدایی در شیلی

آموزش ابتدایی (به انگلیسی: Primary education) به‌طور ساده، نخستین گام از آموزش رسمی است که پس از پیش‌دبستانی و پیش از آموزش متوسطه می‌آید. آموزش ابتدایی بسته به موقعیت مکانی، در دبستان یا دوره اول و متوسطه انجام می‌شود.
دسته‌بندی استاندارد بین‌المللی تحصیلات، آموزش ابتدایی را یک مرحلهٔ واحد می‌داند که برای ارائهٔ مهارت‌های اساسی در خواندن، نوشتن و ریاضیات و ایجاد یک پایهٔ محکم برای یادگیری طراحی شده‌است.